# Kościół św. Kajetana w Ħamrunie
Kościół św. Kajetana w Ħamrun, kościół parafialny św. Kajetana z Thieny (malt. Knisja Parrokkjali ta' San Gejtanu ta' Thiene, ang. Parish Church of St. Cajetan of Thiene) – rzymskokatolicki kościół parafialny w Ħamrun na Malcie, pod wezwaniem św. Kajetana.
Kościół powstał w latach 1869–1875 według projektu Giorgio Costantino Schinasa, w kilku stylach architektonicznych. Oratorium i kopuła zostały dobudowane później, odpowiednio w latach 90. XIX wieku i 50. XX wieku, tę ostatnią zaprojektował Andrea Vassallo.

## Historia
Kiedy w połowie XIX wieku liczba mieszkańców wioski Casale San Giuseppe (jak Ħamrun był ówcześnie nazywany) zaczęła wzrastać, dwa stare kościoły, pod wezwaniem Matki Bożej z Atochy (tas-Samra) oraz Matki Bożej Bezpiecznej Przystani (Our Lady of Porto Salvo - ta' Nuzzu) zaczęły być za małe dla okolicznej populacji. Podjęto wtedy decyzję o budowie nowego kościoła, który został, na prośbę biskupa Gaetano Pace Forno, pod wezwaniem św. Kajetana, zamiast św. Józefa, którego kult jest lokalnie bardzo istotny.

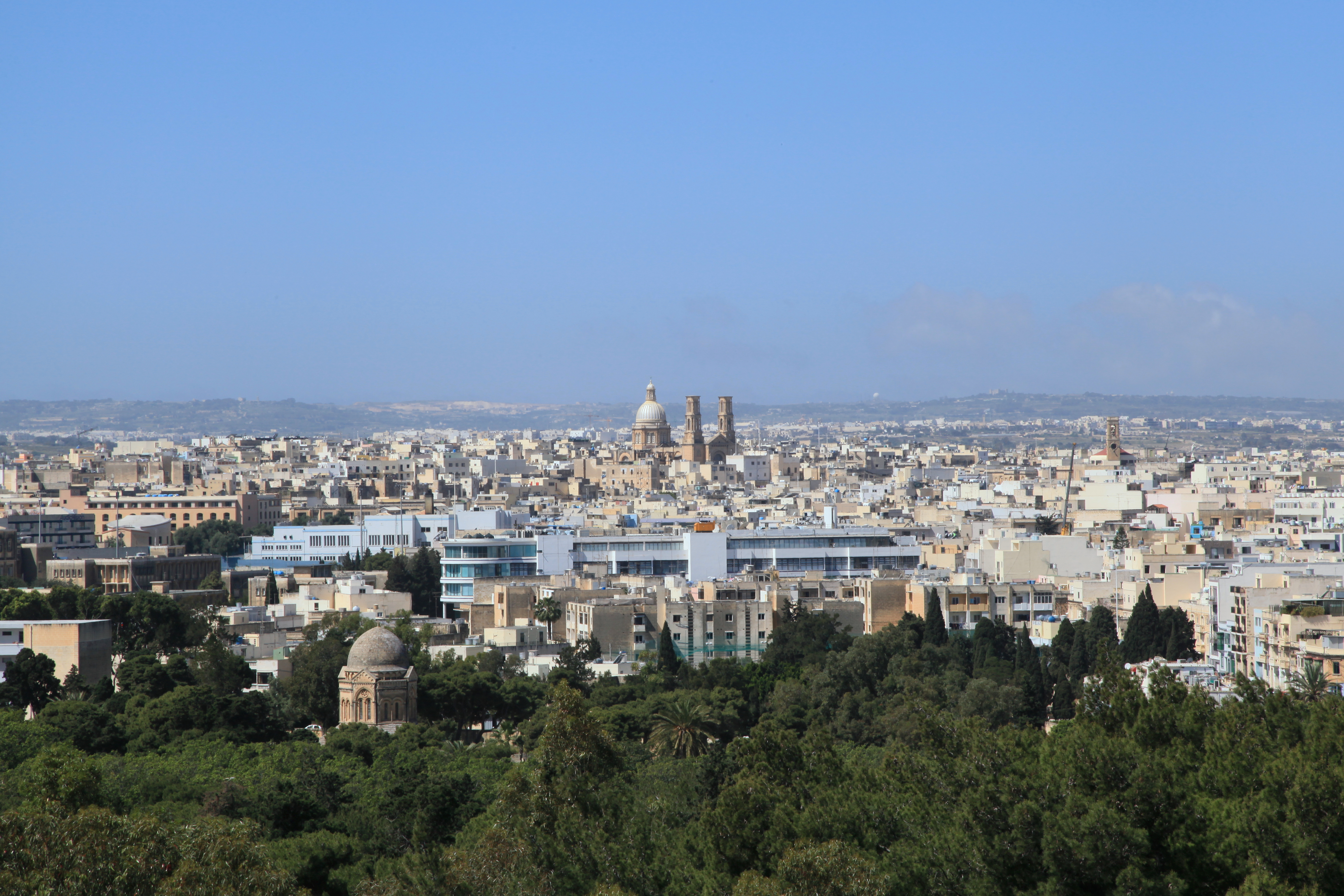
Widok Ħamrun z Floriany, zdominowany przez dwie dzwonnice i kopułę kościoła

Kamień węgielny nowego kościoła położony został 13 czerwca 1869, na działce ziemi podarowanej przez sędziego Giovanniego Conti. Fundusze na budowę zasilone zostały przez rząd, mieszkańców i kilku większych darczyńców, zaś budynek został zaprojektowany przez architekta Giorgio Costantino Schinasa. Budowę ukończono w 1875, a msza św. inauguracyjna odprawiona została 11 lipca tego roku przez biskupa Carmelo Sciclunę. W czasie, kiedy budowano kościół, miejscowość wciąż była częścią parafii Qormi, lecz 1 grudnia 1881 Ħamrun ustanowione zostało samodzielną parafią, z kościołem św. Kajetana jako parafialnym. Poświęcenie kościoła nastąpiło 26 września 1930.
Oratorium (stojąc twarzą do fasady kościoła - po prawej) dobudowane zostało w 1895, projektantem był Andrea Grima. Kopuła kościoła, zaprojektowana została w latach 20. XX wieku przez Andrea Vassallo, lecz jej budowa opóźniła się kilka dziesięcioleci. Została w końcu zbudowana pomiędzy 13 kwietnia 1953 a 20 kwietnia 1955, pod nadzorem Guzè D'Amato. Jakkolwiek konstrukcja powstała dekady po śmierci konstruktora, zbudowano ją według oryginalnych planów, jedynie z niewielkimi strukturalnymi poprawkami, dokonanymi przez budowniczego.

## Wnętrze

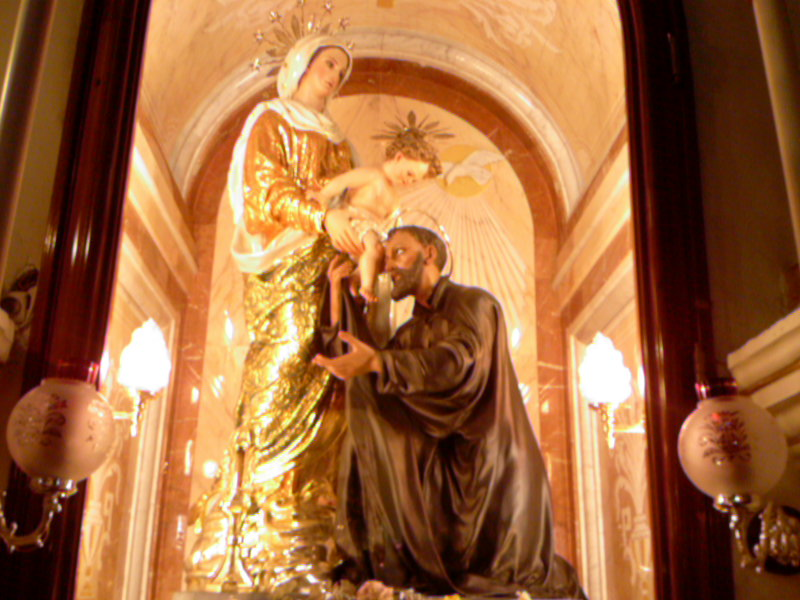
Statua św. Kajetana

Tytularna rzeźba, przedstawiająca św. Kajetana, wykonana została w latach 1885–1888 przez Karlu Darmanina; cokół jest dziełem Giovanniego Farrugii, zaś bradella, zdejmowana platforma używana podczas procesji, jest projektu Antonio Sciortino. Retabulum przedstawiające św. Kajetana otrzymującego Dzieciątko Jezus od Maryi, namalowane zostało przez włoskiego artystę Pietro Gagliardiego w roku 1881. Pozostałe dzieła sztuki w tym kościele to obrazy maltańskich i zagranicznych artystów z drugiej połowy XIX i początku XX wieku.

Są to:

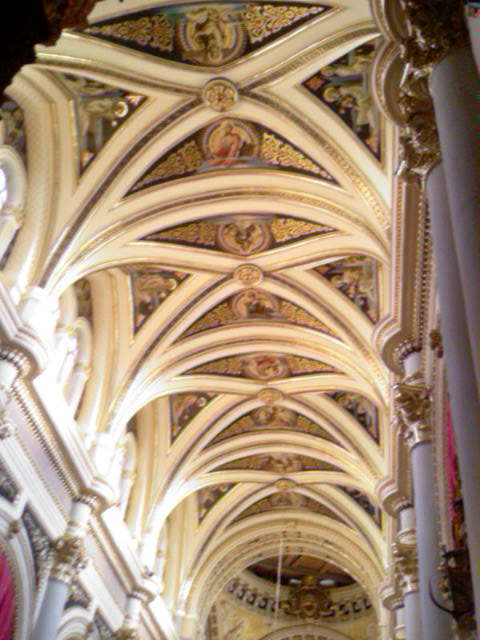
Sufit kościoła

- Our Lady of Sorrows Pietro Gagliardi (1880)
- Il-Madonna tal-Karmnu Giuseppe Cali (1879)
- Il-Madonna tad-Duttrina Giuseppe Cali (1885)
- St Joseph Giuseppe Cali (1884)
- St Anthony Domenico Bruschi (1884)
- St Benedict and St Scolastica Giuseppe di Giovanni (1878)
- St Apollonia Anna Forti (1874)
- Our Lady of the Rosary Giuseppe Bonnici (1881)
- Our Lady of Lourdes (XIX wiek)
- Il-Madonna tac-Cintura prawdopodobnie Enrico Regnaud (XVIII wiek)

Wnętrze kopuły mieści malowidła Emvina Cremony. Część wnętrza kościoła została zmodyfikowana po Soborze Watykańskim II, główny ołtarz został przeniesiony, a część ołtarzy bocznych zastąpiono konfesjonałami.

## Odnawianie malowideł
W roku 2008 wykonano prace przy odnawianiu malowideł sufitu kościoła, będących dziełem Emvina Cremony. W roku 2009 przystąpiono do odnawiania dzieł tego artysty wewnątrz kopuły, oraz prac na jej zewnętrznej części. Ukończono je latem 2012. Do roku 2015 przeprowadzono renowację pozostałych malowideł wnętrza świątyni, przy bardzo dużym udziale wolontariuszy.
Obrazy pozostałych artystów odnowiono w latach 2014–2016. Wykonawcą tej pracy była firma „Prevarti – Art Restoration & Conservation”. Koszt prac wyniósł około 65 000 euro.

## Architektura

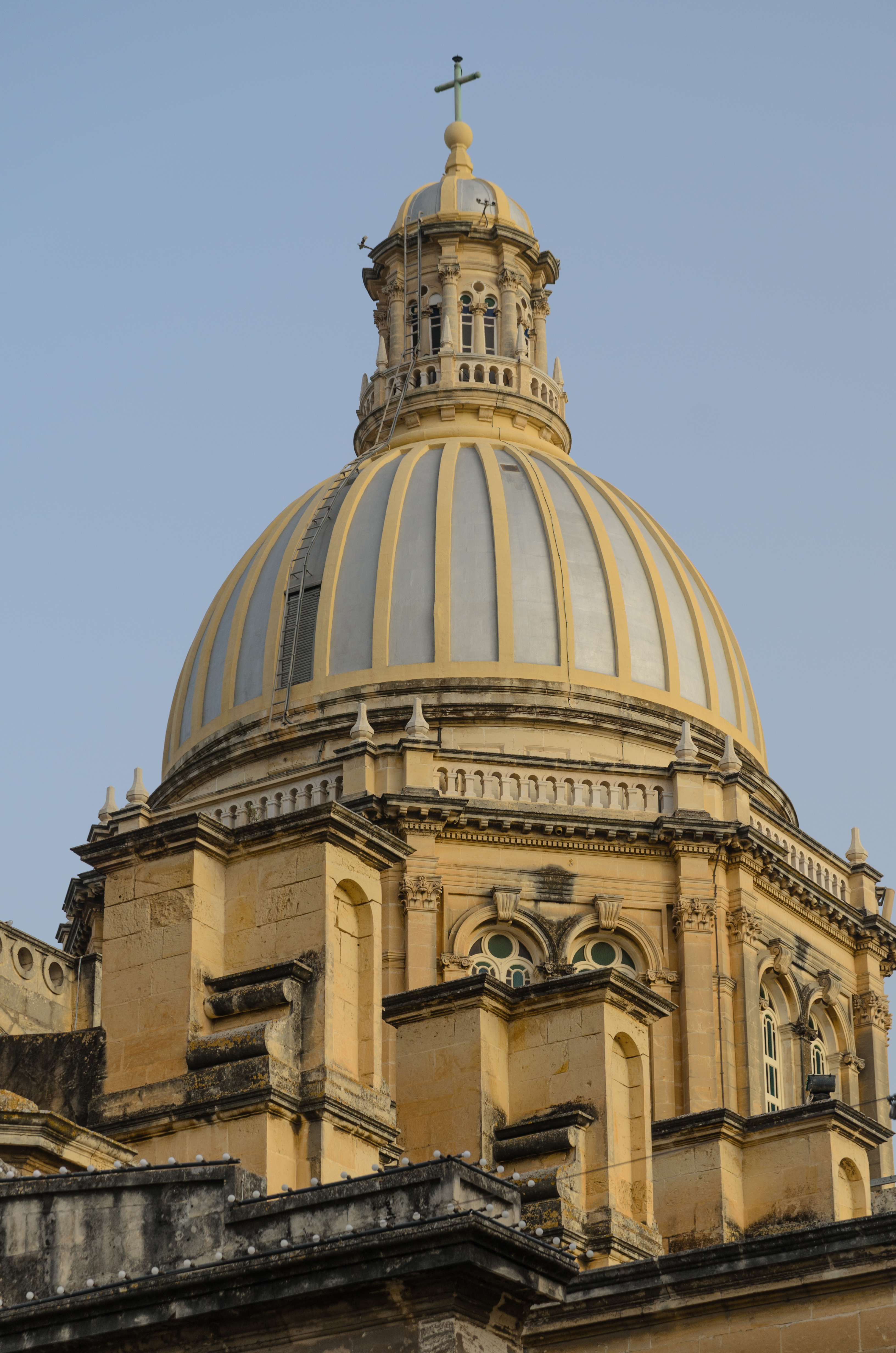
Kopuła świątyni

Kościół parafialny św. Kajetana zbudowany jest na planie krzyża łacińskiego, z dwoma nawami bocznymi oraz krótkim prezbiterium. Dwie dzwonnice są najwyższe na Malcie, i razem z kopułą dominują w panoramie miasta. Kościół zaprojektowany został w kombinacji różnych stylów, eksponując wpływy z wielu źródeł średniowiecznych i klasycznych. W szczególności czerpie z gotyku francuskiego, zwłaszcza z katedry w Laon, oraz z weneckiej barokowej bazyliki Santa Maria della Salute.
Kopuła kościoła uważana jest za jedną z najwspanialszych na Malcie. Oryginalny plan Schinasa przewidywał strukturę w stylu romańskiej wieży, podobną do znajdujących się w katedrze w Moguncji, czy bazylice Saint-Sernin w Tuluzie, lecz byłaby ona obca środowisku maltańskiemu. Vassallo zaprojektował istniejącą kopułę dziesiątki lat po zbudowaniu kościoła, lecz harmonizuje ona z resztą budowli. Czerpał inspirację z kopuły kościoła Santa Maria della Salute, nosi ona też pewne podobieństwa do kopuły kościoła św. Mikołaja w Siġġiewi, który został zaprojektowany przez Vassallo w roku 1919.